# Maniquí dorsi-roig
El maniquí dorsi-roig (Spermestes nigriceps) és un ocell comú de la família dels estríldids oposats a Àfrica: Angola, la República Democràtica del Congo, Kenya, Malawi, Moçambic, Somàlia, Sud-àfrica, Eswatini, Tanzània, Zàmbia i Zimbàbue.
El seu hàbitat correspon a la sabana humida i en els boscos humits de les terres baixes tropicals i subtropicals. El seu estat de conservació segons la Llista Vermella és de baix risc (LC).

## Taxonomia
Ha estat considerat per algunes classificacions dins el gènere Lonchura i encara un grup subespecífic dins Spermestes bicolor.